# Copa Mohamed V 1962
La Copa Mohamed V 1962 fue la primera edición del Trofeo Mohamed V. La competición de clubes se disputó en Casablanca, Marruecos. La disputaron 3 clubes invitados de la UEFA y el FAR Rabat, campeón de la liga marroquí. La copa fue ganada por el Stade de Reims, que venció en la final por 2 a 1 al Internazionale.

## Equipos participantes
| Confederación | País                    | Equipo                                    | Vía de clasificación                                  |
| ------------- | ----------------------- | ----------------------------------------- | ----------------------------------------------------- |
| CAF           | Marruecos (Organizador) | FAR Rabat                                 | Campeón de la Campeonato Nacional de Fútbol (1961/62) |
| UEFA          | España Francia Italia   | Real Madrid Stade de Reims Internazionale | Invitados                                             |

## Desarrollo
|  | Semifinales    | Semifinales    |   |              | Final          | Final |  |
|  |                |                |   |              |                |       |  |
|  |                |                |   |              |                |       |  |
|  | 25 de agosto   |                |   |              |                |       |  |
|  | FAR Rabat      | 0              |   |              |                |       |  |
|  | Stade de Reims | 5              |   |              |                |       |  |
|  |                |                |   |              |                |       |  |
|  |                |                |   |              | 26 de agosto   |       |  |
|  |                |                |   |              | Stade de Reims | 2     |  |
|  |                | Internazionale | 1 |              |                |       |  |
|  |                |                |   |              |                |       |  |
|  |                |                |   |              |                |       |  |
|  |                |                |   |              | Tercer lugar   |       |  |
|  | 25 de agosto   | 25 de agosto   |   | 26 de agosto | 26 de agosto   |       |  |
|  | Internazionale | 1              |   | FAR Rabat    | 4              |       |  |
|  | Real Madrid    | 0              |   |              | Real Madrid    | 3     |  |

### Semifinales
| 25 de agosto de 1962 | FAR Rabat | 0:5 (0:4) | Stade de Reims                                         | Mohammed V, Casablanca |  |
|                      |           |           | - Remy 9' - Dubaële 16' 23' - Akesbi 30' - Sauvage 50' |                        |  |

| 25 de agosto de 1962 | Internazionale | 1:0 (0:0) | Real Madrid | Mohammed V, Casablanca |  |
|                      | - Bicicli 83'  |           |             |                        |  |

### Tercer puesto
| 25 de agosto de 1962 | FAR Rabat                  | 4:3 (1:1) | Real Madrid                       | Mohammed V, Casablanca |  |
|                      | - Mokhtatif 19' - Mohkless |           | - Amancio 30' - Zoco 74' - Puskas |                        |  |

### Final
| 25 de agosto de 1962 | Stade de Reims             | 2:1 (0:0) | Internazionale | Mohammed V, Casablanca |  |
|                      | - Dubaële 48' - Sparza 75' |           | - Suárez 76'   |                        |  |

| Bandera de Francia               |
| Campeón Stade de Reims 1° título |

## Goleadores
| Jugador   | Equipo         | Goles |
| --------- | -------------- | ----- |
| Mokhtatif | FAR Rabat      | 3     |
| Dubaële   | Stade de Reims | 3     |
| Bicicli   | Internazionale | 1     |
| Suárez    | Internazionale | 1     |
| Mohkless  | FAR Rabat      | 1     |
| Amancio   | Real Madrid    | 1     |
| Zoco      | Real Madrid    | 1     |
| Puskas    | Real Madrid    | 1     |
| Remy      | Stade de Reims | 1     |
| Akesbi    | Stade de Reims | 1     |
| Sauvage   | Stade de Reims | 1     |
| Sparza    | Stade de Reims | 1     |

## Estadísticas
| Pos. | Equipo         | Pts | PJ | PG | PE | PP | GF | GC | Dif. | Rend. |
| ---- | -------------- | --- | -- | -- | -- | -- | -- | -- | ---- | ----- |
| 1    | Stade de Reims | 4   | 2  | 2  | 0  | 0  | 7  | 1  | 6    | 100%  |
| 2    | Internazionale | 2   | 2  | 1  | 0  | 1  | 2  | 2  | 0    | 50%   |
| 3    | FAR Rabat      | 2   | 2  | 1  | 0  | 1  | 4  | 8  | -4   | 50%   |
| 4    | Real Madrid    | 0   | 2  | 0  | 0  | 2  | 3  | 5  | -2   | 25%   |